# Lake Ruatuna
Der Lake Ruatuna ist ein See im Waipa District der Region Waikato auf der Nordinsel von Neuseeland.

## Geographie
Der Lake Ruatuna befindet sich rund 1,1 km westlich des kleinen Dorfes Ōhaupo und rund 8,2 km nördlich von Te Awamutu. Hamilton, als größte Stadt in der Gegend, liegt rund 10 km nördlich. Der See, der auf einer Höhe von 38 m anzutreffen ist und eine Flächenausdehnung von rund 13 Hektar besitzt, erstreckt sich bei einem Seeumfang von rund 1,7 km über eine Länge von rund 565 m in Nordwest-Südost-Richtung und misst an seiner breitesten Stelle rund 335 m in Westsüdwest-Ostnordost-Richtung. Die tiefste Stelle des Sees ist 3,2 m tief.
Das Wassereinzugsgebiet des Lake Ruatuna umfasste eine Fläche von rund 1,9 km². Die Wasserzuläufe zum See sind in ihrer Anzahl sehr begrenzt und der Ablauf des Sees befindet sich an seiner westlichen Seite über einen langen Bach hin zum Mangaotama Stream, der seinerseits in den Waipā River mündet.